# Mimulosia alticola
Mimulosia alticola är en fjärilsart som beskrevs av De Toulgoët 1976. Mimulosia alticola ingår i släktet Mimulosia och familjen björnspinnare. Inga underarter finns listade i Catalogue of Life.